# Blavod
Чёрная водка BlaVod (акроним от словосочетания Black Vodka) — первая в мире водка чёрного цвета, созданная в 1996 году Марком Дорманом. Выпускается британской компанией The Original Black Vodka Company.
Придать крепкому алкогольному напитку тёмную окраску не представляет проблемы — тёмный цвет имеют многие сорта бренди, рома, настоек, наливок и виски, а некоторые бальзамы вообще практически чёрные. Трудность заключается в том, чтобы полученный продукт оставался именно водкой по органолептическим показателям, при этом краситель не должен ни в малейшей степени окрашивать полость рта и не делать жидкость мутной.
Водка Blavod стала первой, полностью удовлетворяющей этим условиям. Все опробованные до этого красители и добавки привносили что-то своё — вкус, запах, делали напиток мутным или непрозрачным — тем самым переводя водку из разряда собственно «водок» в разряд других алкогольных напитков.

## Органолептические показатели
Это 40 % мягкая прозрачная водка. По вкусу она неотличима от обычной «белой» водки, по цвету напоминает разбавленные чернила для письма. Её цвет не чисто чёрный, а слегка переливающийся чёрно-синий с зеленоватым оттенком.

## История создания
История изобретения водки Blavod не типична. Изобретателем её стал не химик и не винодел, а маркетолог Марк Дорман. Идея создать водку чёрного цвета пришла ему в голову случайно, когда он услышал, как бармен переспросил про заказанный кофе: «Какой? Со сливками или чёрный?» Эти слова подтолкнули Дормана на разработку чёрной водки. Ему как маркетологу было понятно, что поскольку чёрный цвет всегда моден, то водка такого цвета станет ноу-хау в области спиртных напитков. Родственники и друзья Дормана поддержали его, и в 1996 году в Великобритании он совместно с Эвином Оллинджером разработал торговую марку и основал The Original Black Vodka Company.

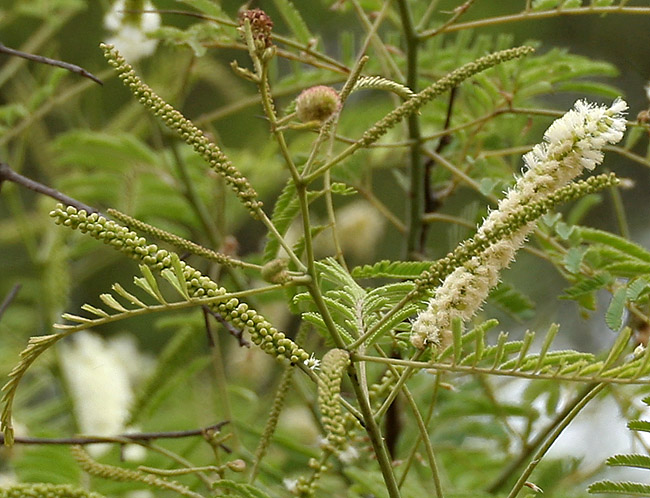

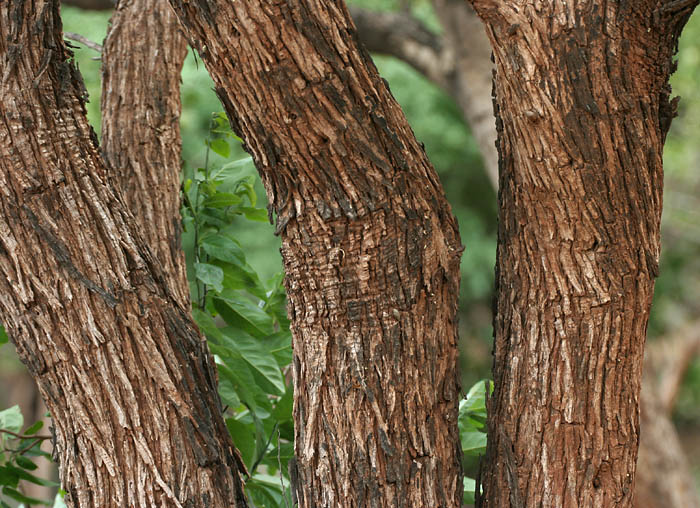
Акация катеху, из древесины которой получают краситель «чёрный катеху»

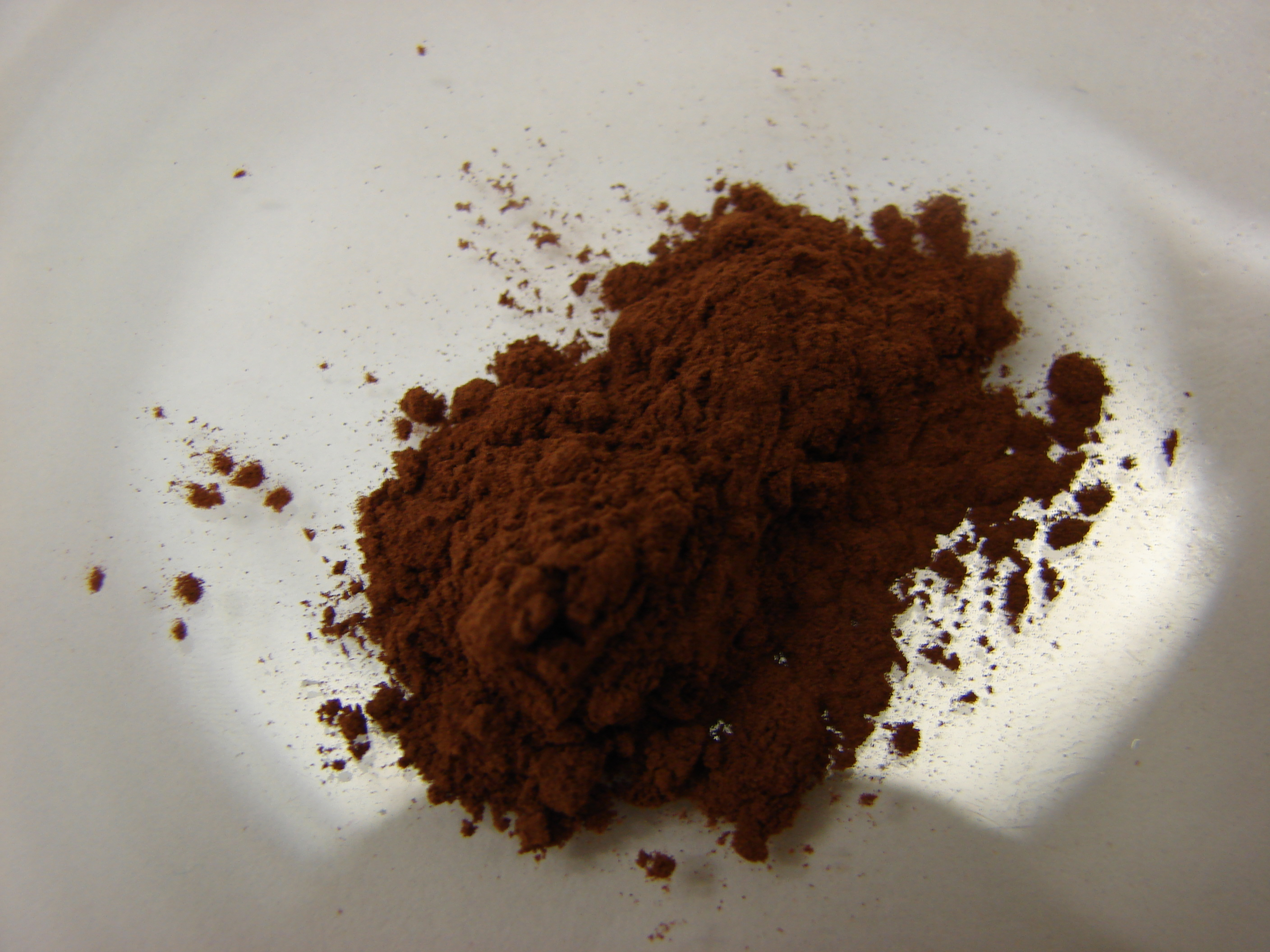
Краситель «чёрный катеху»

## Особенности состава
Чёрный цвет водке BlaVod придаёт краситель натурального происхождения «чёрный катеху» («кашу, гамбир»), получаемый из акации катеху (Асасіа саtechu), встречающейся в Южной Азии (Индии и Мьянме), а также в Центральной и Восточной Африке. Краситель из этого сорта акации давно — на протяжении многих столетий — применялся для окрашивания тканей и дубления кож.
Добавка «чёрного катеху» никак не отражается на вкусе водки, не придаёт ей никакого дополнительного запаха и не окрашивает язык, губы и нёбо.

## Blavod как компонент коктейлей
Водка Blavod популярна как в чистом виде, так и в качестве компонента для коктейлей, особенно слоёных. Один из таких известных коктейлей — «Полуночное солнце» (Midnight sun), в котором сочетаются чёрные слои BlaVod и рубиновые из клюквенного сока.

## Интересные факты
- смесь водки Blavod с апельсиновым соком неожиданно приобретает зеленоватый цвет;
- при смешивании с водой цвет напитка получается слегка серебристого цвета;
- перемешанная с клюквенным соком, водка Blavod образует жидкость красивого пурпурного цвета[3];
- благодаря цвету, эта водка стала частым атрибутом на праздновании Хэллоуина[11][12].

## Аналоги Blavod
Популярность чёрной водки породила аналоги, некоторые из них:
- Чешская чёрная водка Fruko Schulz, тёмный цвет которой придают гуминовые вещества.
- Итальянская чёрная водка Black Forty, также окрашенная красителем «чёрный катеху».
- Французско-грузинская водка Eristoff Black, чёрная от экстракта лесных ягод.